# Annienka (Kraj Nadmorski)
Annienka (ros. Анненка) – wieś (sieło) w Rosji, w Kraju Nadmorskim, w rejonie spasskim. W 2010 liczyła 117 mieszkańców.